# Гагнек
Гагнек (нім. Hagneck) — громада  в Швейцарії в кантоні Берн, адміністративний округ Зееланд.

## Географія
Громада розташована на відстані близько 24 км на північний захід від Берна.
Гагнек має площу 1,8 км², з яких на 13,5% дозволяється будівництво (житлове та будівництво доріг), 64,9% використовуються в сільськогосподарських цілях, 13,5% зайнято лісами, 8,1% не є продуктивними (річки, льодовики або гори).

## Демографія
2019 року в громаді мешкало 412 осіб (-1,7% порівняно з 2010 роком), іноземців було 4,9%. Густота населення становила 224 осіб/км².
За віковим діапазоном населення розподілялося таким чином: 16,7% — особи молодші 20 років, 62,1% — особи у віці 20—64 років, 21,1% — особи у віці 65 років та старші. Було 175 помешкань (у середньому 2,3 особи в помешканні).
Із загальної кількості 81 працюючого 14 було зайнятих в первинному секторі, 23 — в обробній промисловості, 44 — в галузі послуг.